# Tahitótfalu
Tahitótfalu è un comune dell'Ungheria di 5.051 abitanti (dati 2005) situato nella contea di Pest, nell'Ungheria settentrionale.